# ياكوف فيليبوفيتش
ياكوف فيليبوفيتش مواليد 17 أكتوبر 1992 في البوسنة والهرسك، هو لاعب كرة قدم بوسني يلعب مع نادي لوكيرين في خط الدفاع.

## المسيرة الاحترافية

### أندية لعب لها
- نادي أنتر زابرشيتش
- نادي لوكيرين

## روابط خارجية
- ياكوف فيليبوفيتش على موقع قاعدة بيانات كرة القدم.إي يو (الإنجليزية)
- ياكوف فيليبوفيتش على موقع ناشيونال فوتبول تيمز (الإنجليزية)
- ياكوف فيليبوفيتش على موقع Soccerway.com (الإنجليزية)
- ياكوف فيليبوفيتش على موقع عالم كرة القدم.نت (الإنجليزية)